# As-Suwajda (Aleppo)
As-Suwajda (arab. السويدة) – miejscowość w Syrii, w muhafazie Aleppo. W 2004 roku liczyła 2304 mieszkańców.